# Abel Mamush
Abel Mamush (Adama, 13 de mayo de 2003) es un futbolista etíope que juega en la demarcación de centrocampista para el CBE SA de la Liga etíope de fútbol.

## Selección nacional
El 20 de junio de 2023 hizo su debut con la selección de fútbol de Etiopía en un encuentro de clasificación para la Copa Africana de Naciones de 2023 contra Malaui que finalizó con un resultado de empate a cero.

## Clubes
| Club   | País    | Año   | Partidos | Goles |
| ------ | ------- | ----- | -------- | ----- |
| CBE SA | Etiopía | 2022- |          |       |